# Куршубадзе, Джемал Олегович
Джемал Олегович Куршубадзе (бел. Джэмал Алегавіч Куршубадзэ; род. 22 апреля 1997, Минск) — белорусский футболист, вратарь.

## Карьера
Воспитанник футбольной школы «Минск». Первым тренером был Александр Сергеевич Михайлов. В 2014 стал привлекаться к играм с основной командой. На протяжении 5 лет оставался лишь третьим вратарём клуба, в итоге так и не дебютировав за горожан. В январе 2019 года проходил просмотр в «Витебске». По результатам просмотра не подошёл витебскому клубу. Затем решил попробовать свои силы в минском «Луче».
В апреле 2019 года стал игроком «Ислочи». Был резервным вратарём клуба. Дебютировал за команду 28 июля 2019 года в матче Кубка Беларуси против клуба «Ошмяны-БГУФК». В чемпионате на поле так и не вышел. В январе 2020 года покинул клуб.
В сентябре 2020 года присоединился к «Смолевичам». Дебютировал за клуб и в Высшей Лиге 18 сентября 2020 года в матче против брестского «Руха». Провёл за команду 5 матчей, в которых пропустил 20 мячей. По окончании сезона покинул клуб.

## Международная карьера
В 2014 году был вызван в юношескую сборную Беларуси до 19 лет.
В марте 2017 года был вызван в молодёжную сборную Беларуси. Дебютировал за сборную 27 марта 2017 года в товарищеском матче против сверстников из Латвии.